# Menhir El Cabezudo
El menhir El Cabezudo, también conocido como menhir de Valdeolea, es un megalito neolítico situado en el municipio de Valdeolea, en la comunidad autónoma de Cantabria, España.

## Ubicación
Se encuentra en lo alto de una colina, en la pedanía de El Olmo, en Las Quintanillas, un pueblo del municipio de Valdeolea. Forma parte de un conjunto de por lo menos ocho menhires que se encuentran prácticamente en línea recta con orientación sudeste-noroeste.

## Descripción
Se trata de un menhir de piedra arenisca con una altura total de 4,85 m (la parte visible mide 3,85 m) por un ancho de 1,20 m; su peso se estima en 5 toneladas. Es uno de los ocho megalitos de Valdeolea y uno de los mayores menhires de España.
El menhir presenta una cruz grabada con puntos, seguramente de la Alta Edad Media, posiblemente para «cristianizar» el monumento o para sellar un acuerdo de división de las tierras que se otean desde el lugar.

## Historia
Se descubrió volcado unos metros ladera abajo y roto en dos pedazos prácticamente iguales. Fue restaurado y enderezado a su ubicación original, con un cimiento de hormigón, bajo la dirección de María Isabel García.